# Adolf Wiesner

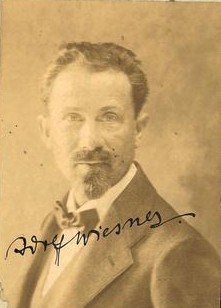
ak. mal. Adolf Wiesner

Adolf Wiesner (31. března 1871 Praha – 10. října 1942 Koncentrační tábor Terezín) byl český akademický malíř a ilustrátor.

## Život
Adolf Wiesner se narodil na Novém Městě pražském v židovské rodině. Jeho otec Theodor Wiesner byl obchodník dobytkem. Studoval na pražské malířské akademii u profesora Maxmiliána Pirnera. Poté odjel studovat do Drážďan, kde se školil u prof. Leona Pohleho. Po Drážďanech odjel na malířskou akademii do Mnichova, kde navštěvoval přednášky u prof. Otto Seitze. V roce 1893 se vrátil do Prahy a nastoupil u prof. Vojtěcha Hynaise, který tehdy zahajoval svoji výuku na pražské Akademii.  V roce 1896 studium úspěšně ukončil.
Patřil ke skupině umělců, kteří založili Spolek výtvarných umělců Mánes a časopis české moderny Volné směry. Pro obálku prvního čísla Volných směrů nakreslil alegorickou postavu mladého muže. V prvních ročnících Volných směrů publikoval své práce, přispíval do nich i svými texty a byl činný jako člen redakční rady. Byl autorem článku „Šablona v malířství“. Vystavoval na prvních památných výstavách spolku Mánes v Topičově salonu. 
Adolf Wiesner byl rovněž přesvědčený podporovatel českých národních snah a člen Sokola, v němž po celé mládí aktivně působil jako cvičitel.
V letech 1900–1910 pobýval převážně v Paříži, kde se stýkal s A. Muchou a dalšími českými umělci. Pravidelně vystavoval své obrazy v Salonu francouzských umělců. V Paříži se rovněž seznámil se svou budoucí ženou Helenou Brandejsovou (1877–1975), dcerou mecenáše umění Alexandra Brandejse. Kolem roku 1903 se oženil a v roce 1904 se jim narodil syn René (budoucí architekt). Po návratu do Prahy se Wiesner stal jedním z předních pražských portrétistů. Jeho klientelou byla převážně pražská židovská společnost a to je také důvod, proč se jeho portrétů zachovalo tak málo.
Po okupaci v roce 1939 zůstali Adolf a Helena Wiesnerovi v Praze. V roce 1942 byli oba deportováni do terezínského ghetta. Tři měsíce po příjezdu Adolf Wiesner 10. října 1942 zemřel na celkové vyčerpání ve věku 72 let. Byl pohřben na místním hřbitově.

## Dílo
Byl malířem figurálních kompozic a portrétů, nejoblíbenější však byly jeho melancholické náladové krajiny a žánry. Společně s J. Schusserem, V. Županským, A. Hofbauerem, O. Homoláčem a C. Mandelem patřil k první skupině Hynaisových žáků, která přinesla do českého umění závan nových uměleckých tendencí, usilujících především o ovládnutí barvy a světelné atmosféry v obraze. 
Portrétoval známé osobnosti jako např. sochaře Stanislava Suchardu, malíře Alfonse Muchu, spisovatelku Růženu Jesenskou, ing. Emila Kolbena, nebo rentgenologa dr. Václava Švába. Nejčastěji portrétoval vlastní ženu a další členy Brandejsovy rodiny. 
V roce 1916 uspořádal společně se svojí ženou Helenou výstavu v Rubešově galerii v Praze.
Za pozornost stojí i Wiesnerovo grafické dílo prováděné v různých technikách, které není dosud podrobněji zamapováno.

## Galerie

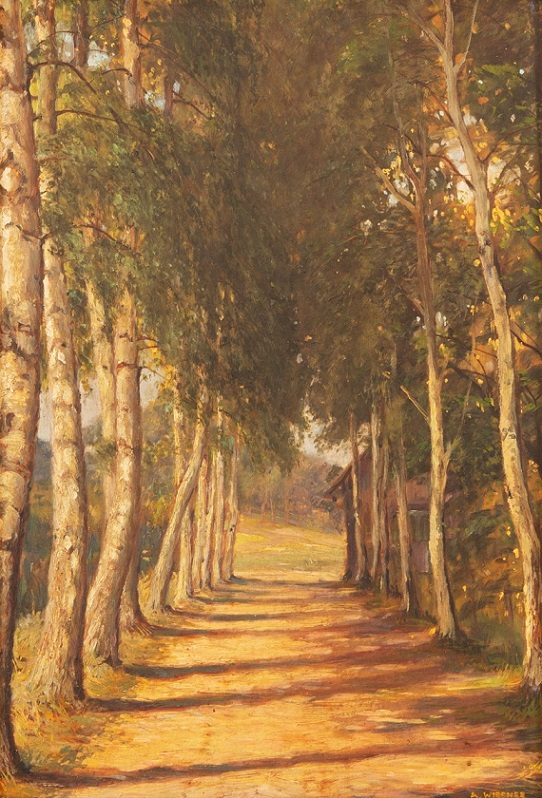
Adolf Wiesner Alej
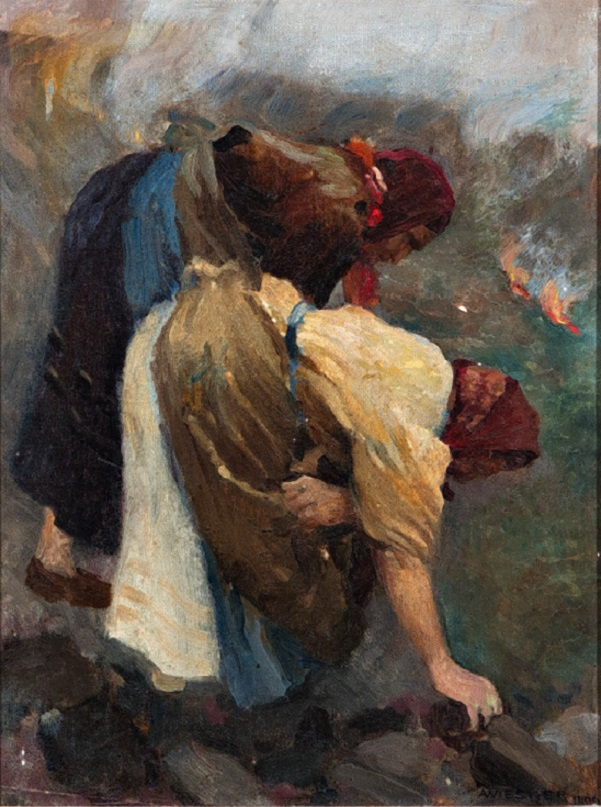
Adolf Wiesner Sběračky uhlí (1899)
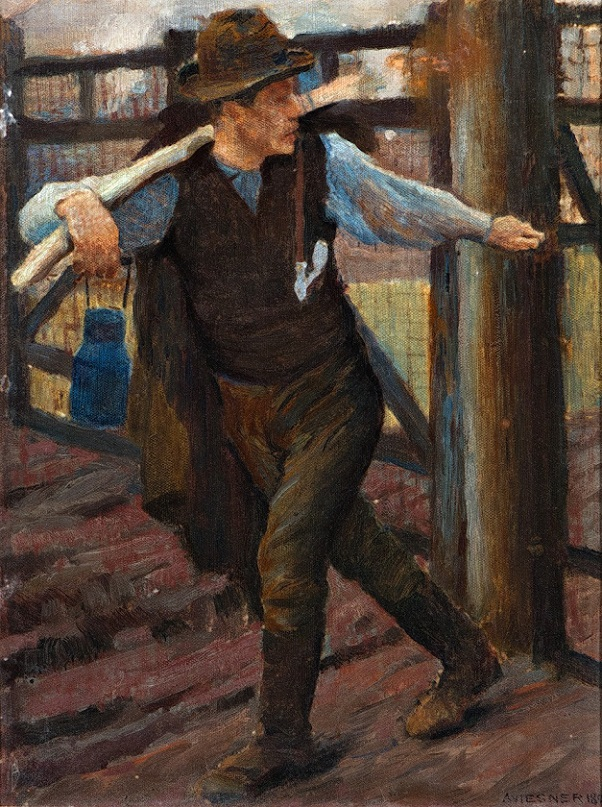
Adolf Wiesner Studie muže v pohybu (1899)
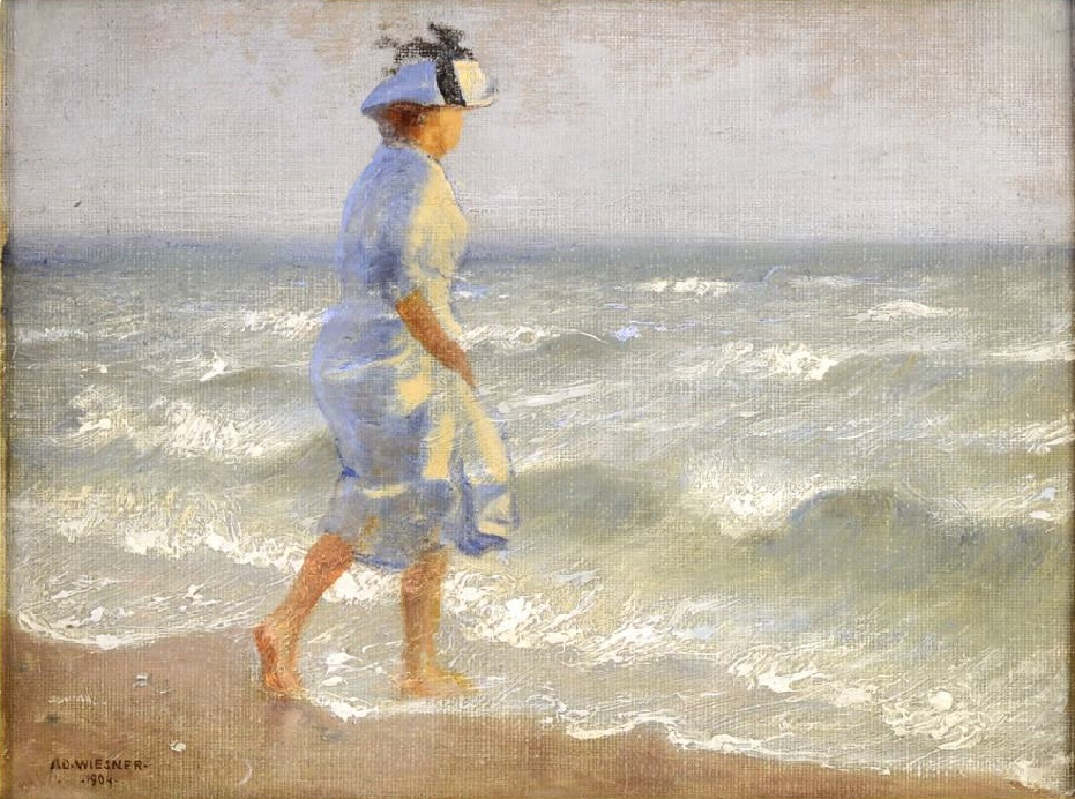
Adolf Wiesner U moře (1904)
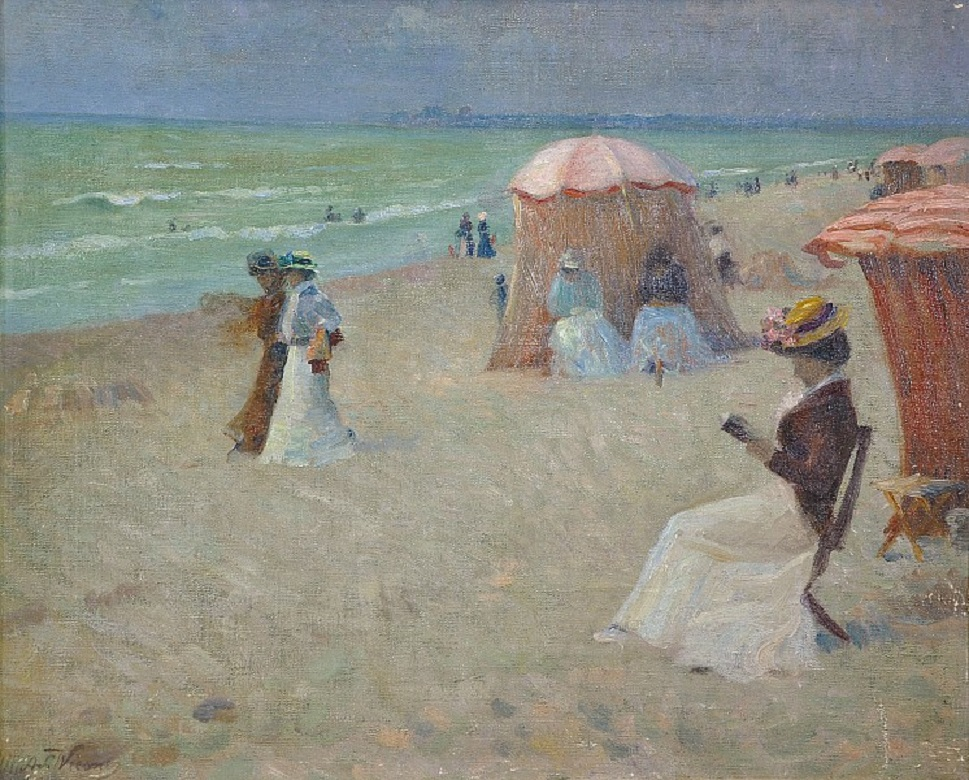
Adolf Wiesner Na pláži (1904)
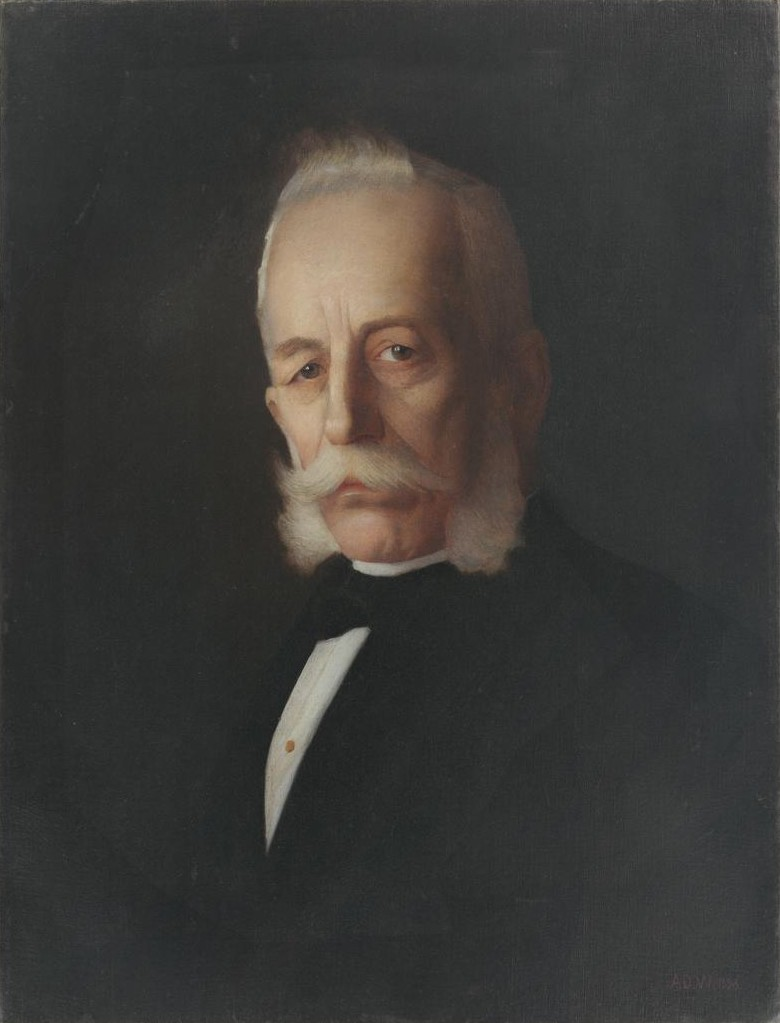
Adolf Wiesner Portrét Bernharda Federera, předsedy pohřebního bratrstva (1898)
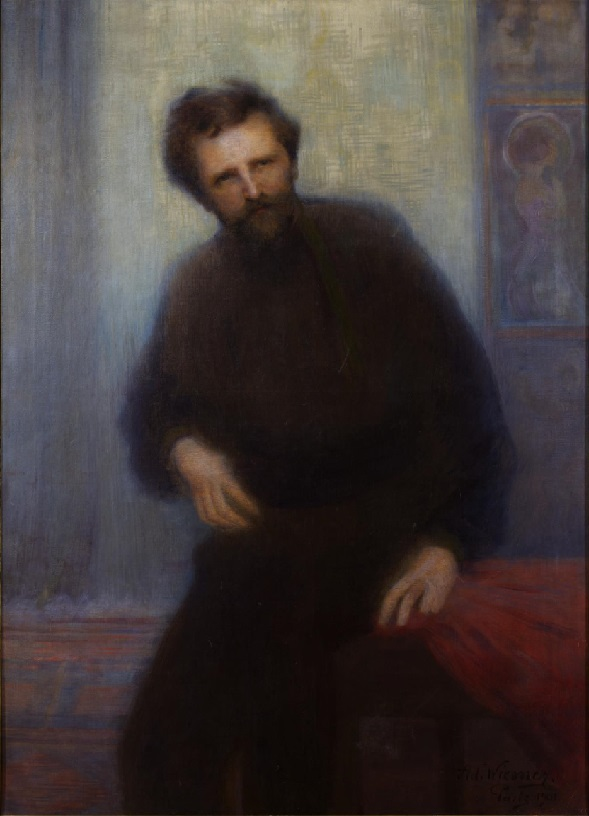
Adolf Wiesner Alfons Mucha (1901)
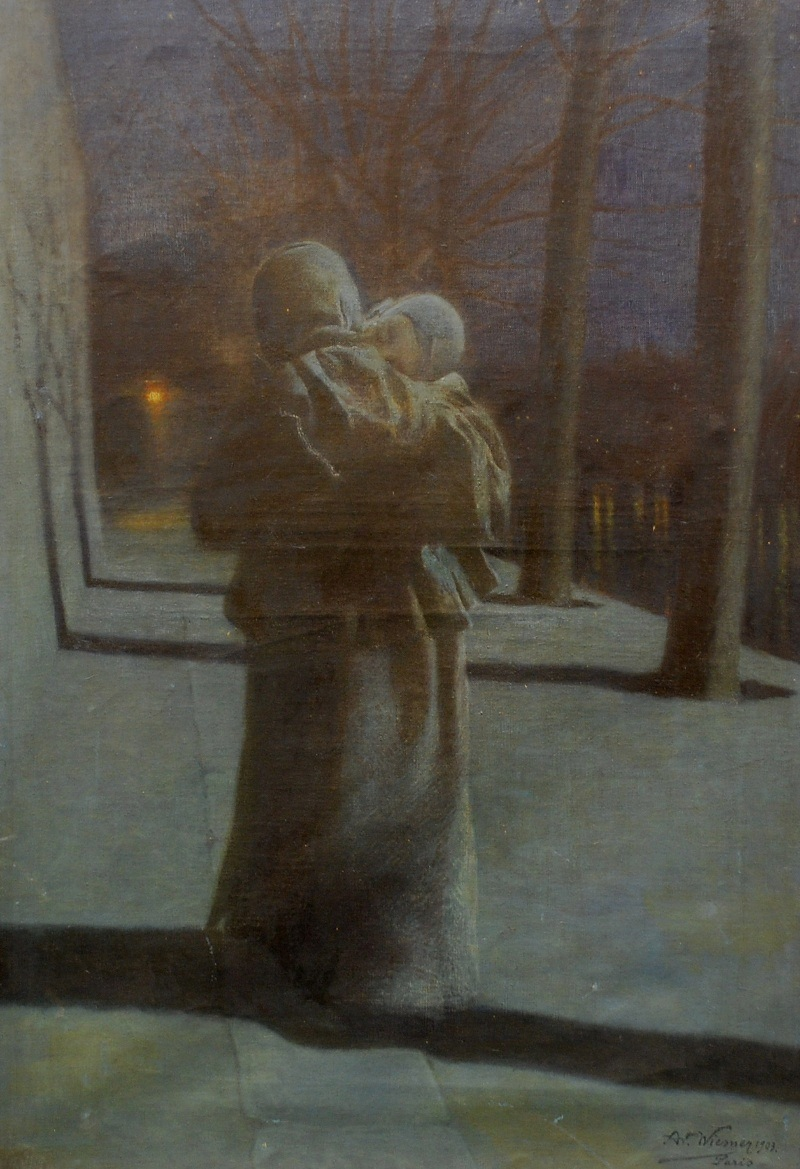
Adolf Wiesner Návrat (1903)
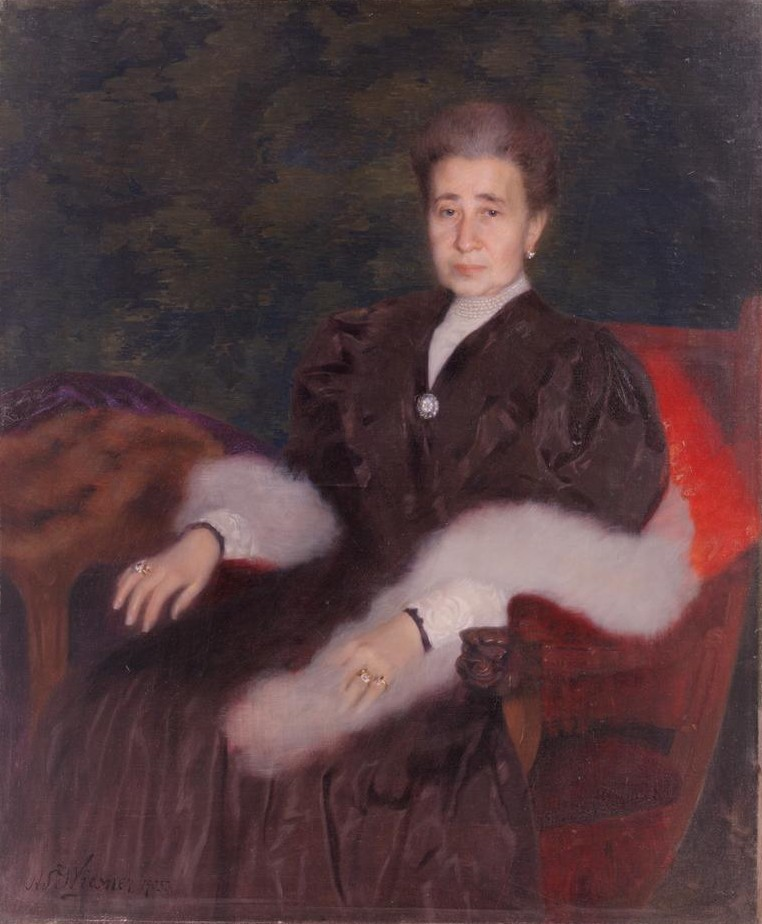
Adolf Wiesner Portrét Ernestine Hahn (1905)
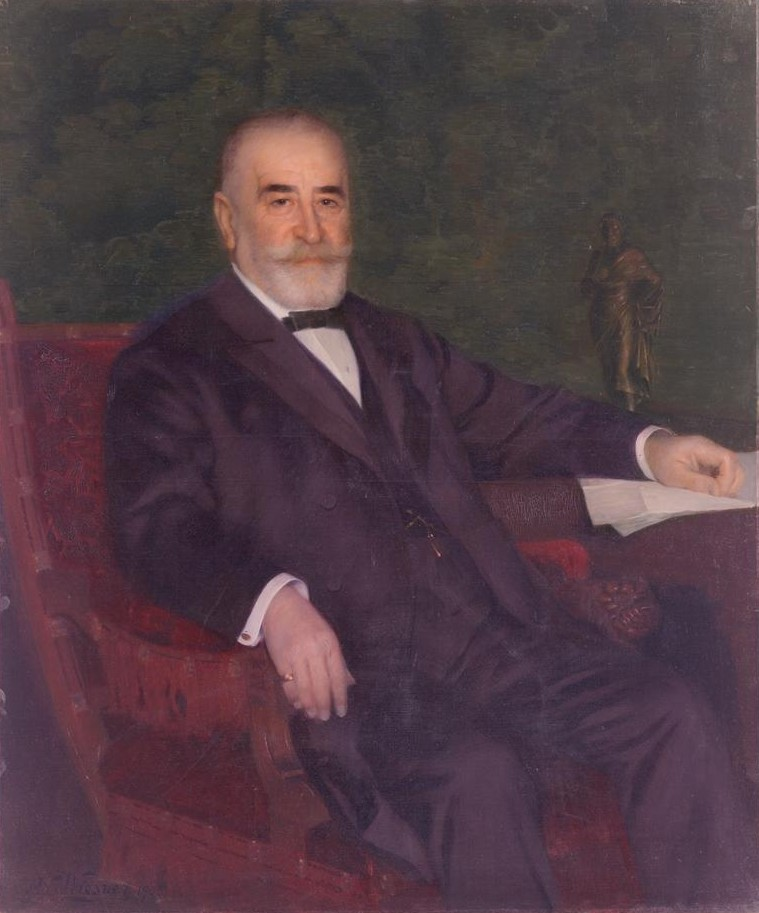
Adolf Wiesner Portrét Moritze Hahn (1905)
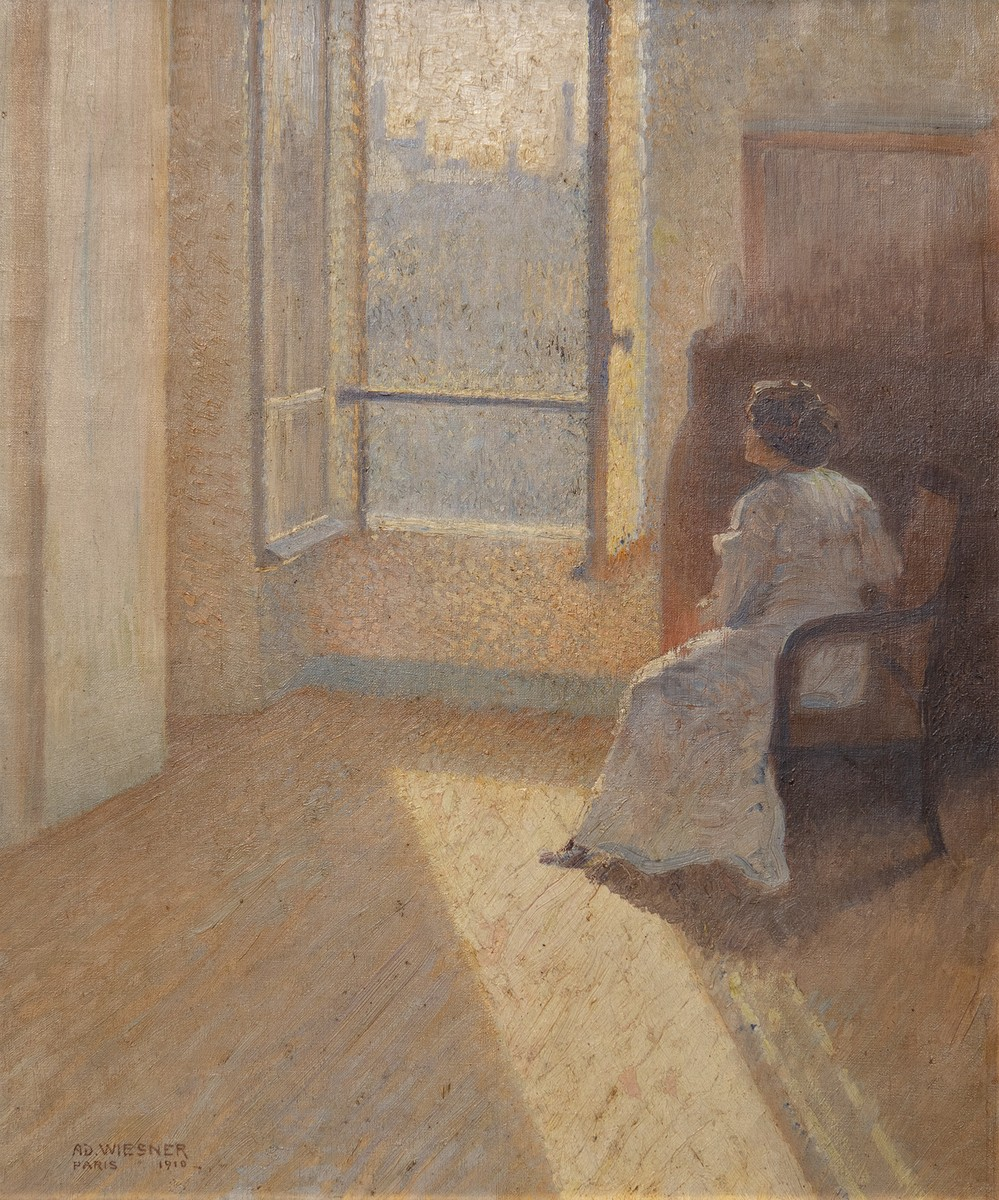
Adolf Wiesner Žena u okna (1910)
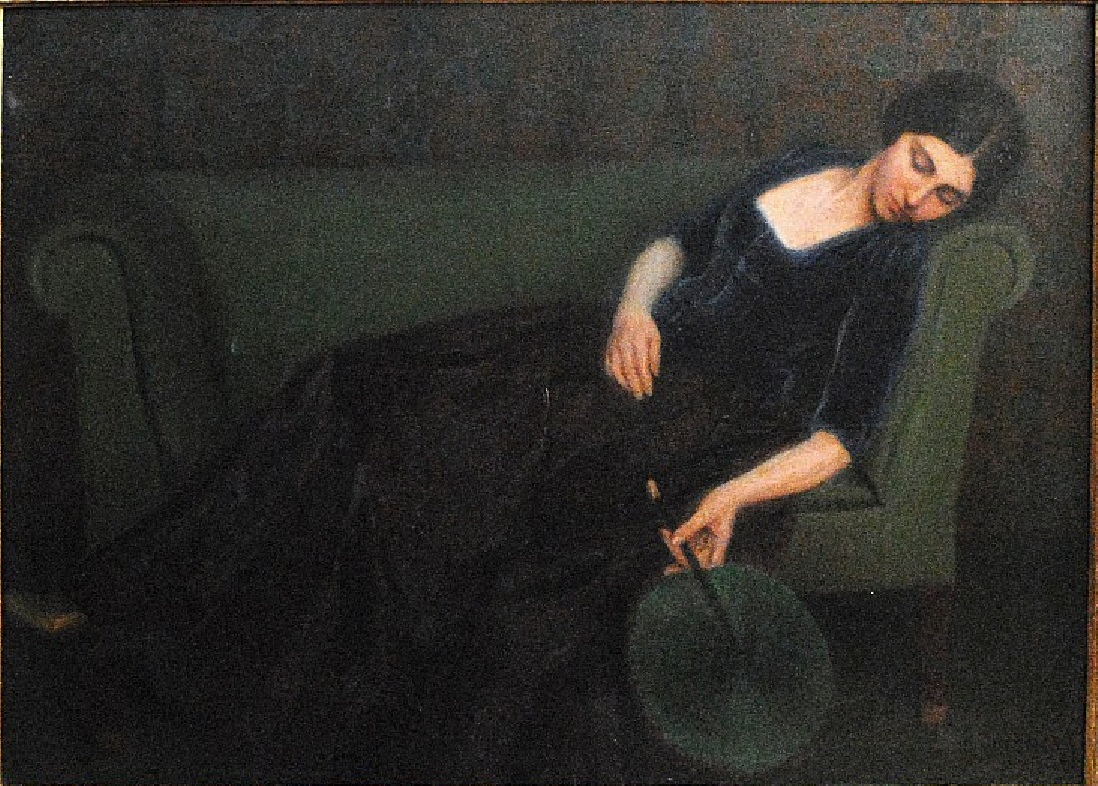
Adolf Wiesner Žena v lenošce (1912)
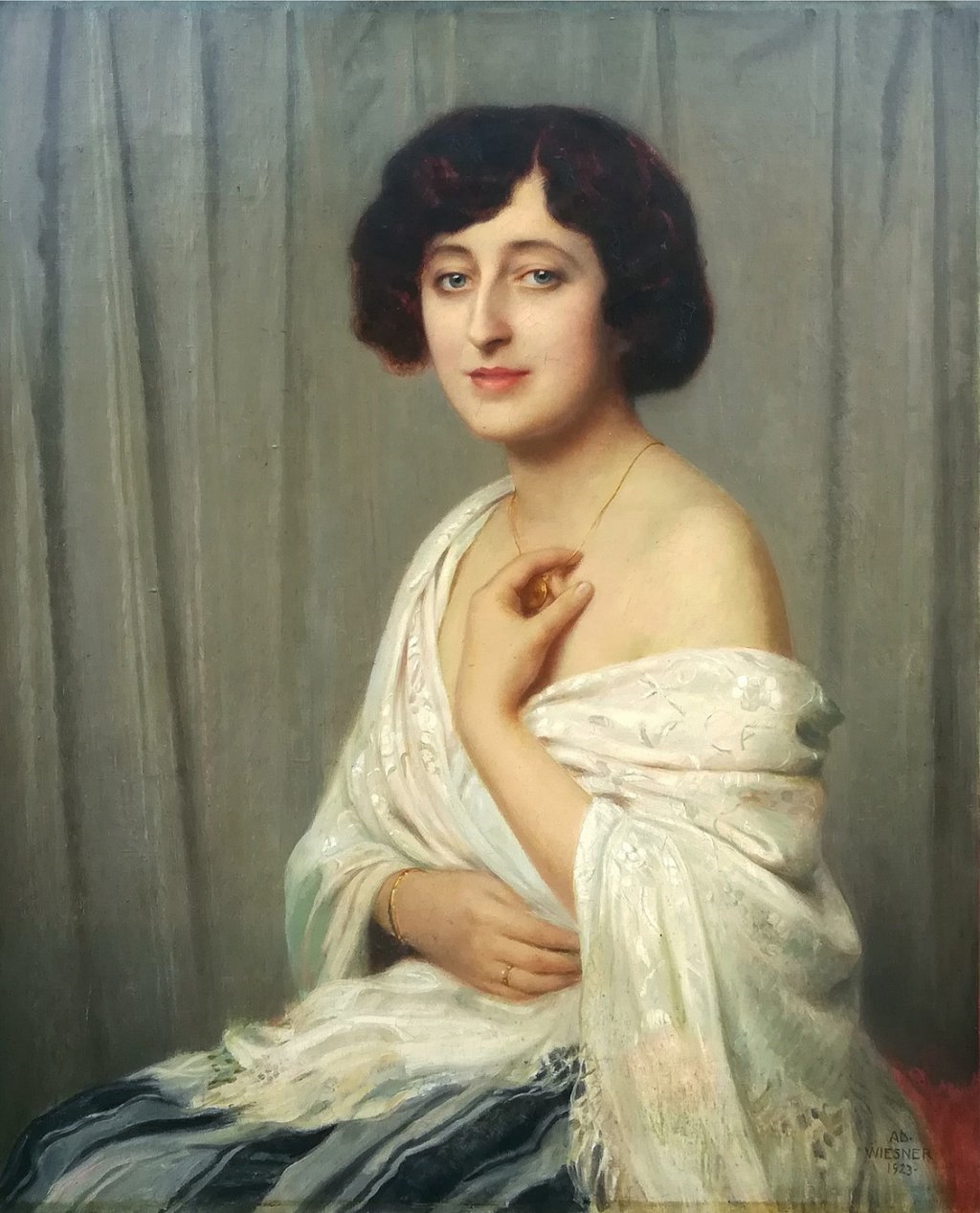
Adolf Wiesner  Žena v bílém šálu (1923)
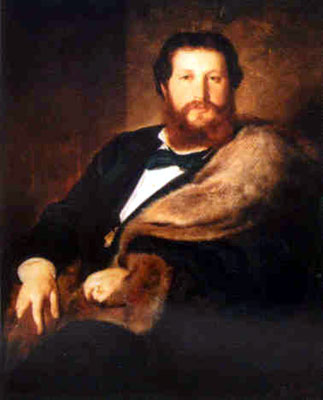
Portrét Alaxandra Brandejse
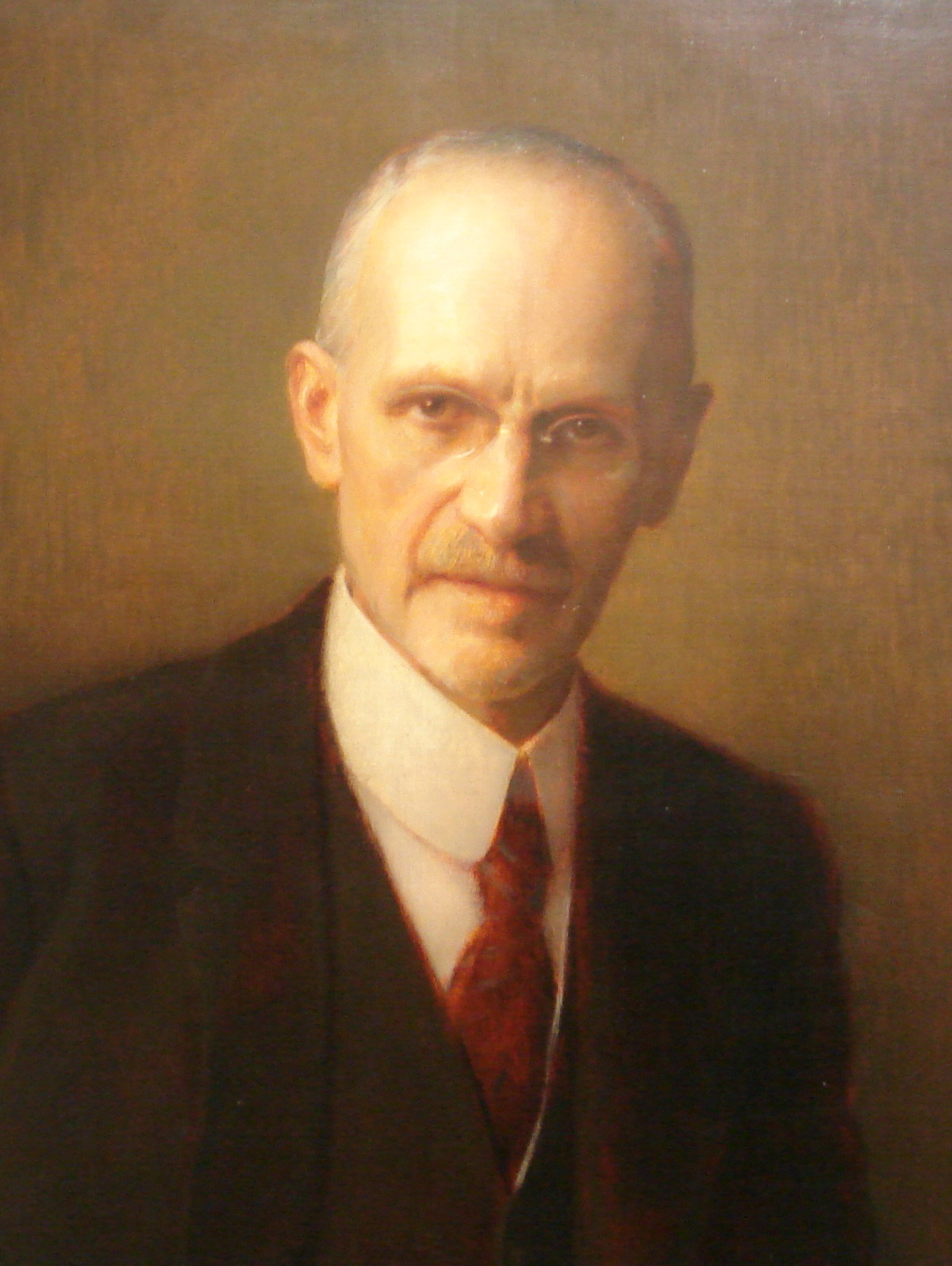
Adolf Wiesner  Portrét ing. Emila Kolbena
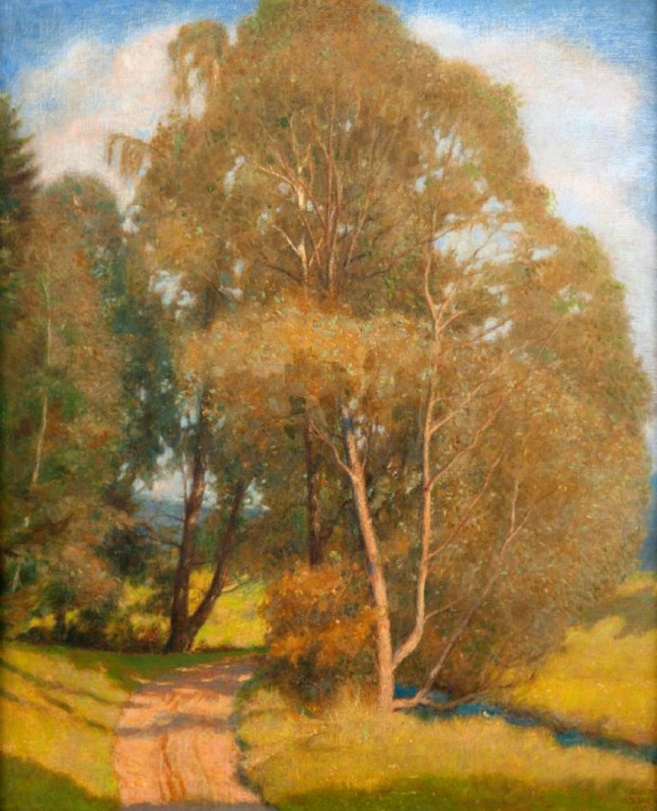
Adolf Wiesner Cesta kolem potoka u Hojsovy Stráže (1935)